# Quốc kỳ Liên bang Đông Dương
Quốc kỳ Liên bang Đông Dương là quốc kỳ[cần dẫn nguồn] của Đông Dương thuộc Pháp. Nền có màu vàng và quốc kỳ Pháp, viết tắt của thuộc địa Pháp, được vẽ trên đỉnh. Ý nghĩa của lá cờ này có nghĩa là "Đế quốc Đông Á", tham vọng của Pháp. Đó là một lá cờ để chiến đấu chống lại Đế quốc Anh ở Ấn Độ.

## Quốc kỳ Liên bang Đông Dương
| Cờ | Thời gian | Miêu tả                                                          |
| -- | --------- | ---------------------------------------------------------------- |
|    | 1867–1945 | Được sử dụng ở Đông Dương thuộc Pháp. (Bắc Kỳ, Trung Kỳ, Nam Kỳ) |

## Cờ Bảo hộ

### CờBắc Kỳ
| Cờ | Thời gian                           | Miêu tả               |
| -- | ----------------------------------- | --------------------- |
|    | 1867–23/11/1940 23/9/1945–27/5/1948 | Được sử dụng ở Bắc Kỳ |

### CờTrung Kỳ
| Cờ | Thời gian       | Miêu tả                 |
| -- | --------------- | ----------------------- |
|    | 1867–23/11/1940 | Được sử dụng ở Trung Kỳ |

### CờNam Kỳ
| Cờ | Thời gian            | Miêu tả               |
| -- | -------------------- | --------------------- |
|    | 1862–23/11/1940      | Được sử dụng ở Nam Kỳ |
|    | 11/11/1945–13/6/1948 | Được sử dụng ở Nam Kỳ |
|    | 11/11/1945–13/6/1948 | Được sử dụng ở Nam Kỳ |

### CờCampuchia thuộc Pháp
| Cờ | Thời gian | Miêu tả                  |
| -- | --------- | ------------------------ |
|    | 1863–1948 | Được sử dụng ở Campuchia |

### CờLào thuộc Pháp
| Cờ | Thời gian | Miêu tả            |
| -- | --------- | ------------------ |
|    | 1893–1954 | Được sử dụng ở Lào |

### CờQuảng Châu Loan
| Cờ | Thời gian | Miêu tả                        |
| -- | --------- | ------------------------------ |
|    | 1899–1943 | Được sử dụng ở Quảng Châu Loan |